# Frans Ludvig Calonius
Frans Ludvig Calonius (né le 19 mars 1833 à Porvoo – décédé le 8 décembre 1903 à Tampere) est un architecte finlandais.

## Carrière
Frans Calonius est le fils du médecin Matthias Alexander Calonius et de Johanna Lovisa Hultgren. 
En 1854, il obtient son baccalauréat au lycée de Porvoopuis il étudié l'architecture à l'académie royale suédoise des Beaux-Arts de Stockholm.
De 1876 à 1891, il est premier architecte de la ville de Tampere.
Frans Calonius a conçu plusieurs bâtiments en bois et en pierre de style néo-Renaissance à Tampere, et il a également élaboré les plans des quartiers d'Amuri, Tammela et Kyttälä de Tampere.
Les bâtiments les plus connus conçus par Calonius sont le bâtiment de tissage Plevna, l'église de Finlayson, la maison Selin et la maison Sandberg. 
Frans Calonius a également conçu Kesäranta la résidence officielle du Premier ministre construite à Meilahti.

## Ouvrages principaux
- Kesäranta, Meilahti, Helsinki. 1873
- Manoir d'Alberga, Leppävaara, Espoo. 1874–1876
- Bâtiment de tissage Plevna, zone de l'usine Finlayson, Tampere. 1877
- Église de Finlayson, Tampere. 1879
- Immeuble Selin, Tampere. 1885
- École d'Alexandre, Tampere. 1886
- Immeuble Sandberg, Tampere. 1880–1897
- Salle de prières luthérienne, Rue Satakunnankatu, Tampere. démolie en 1968

## Galerie

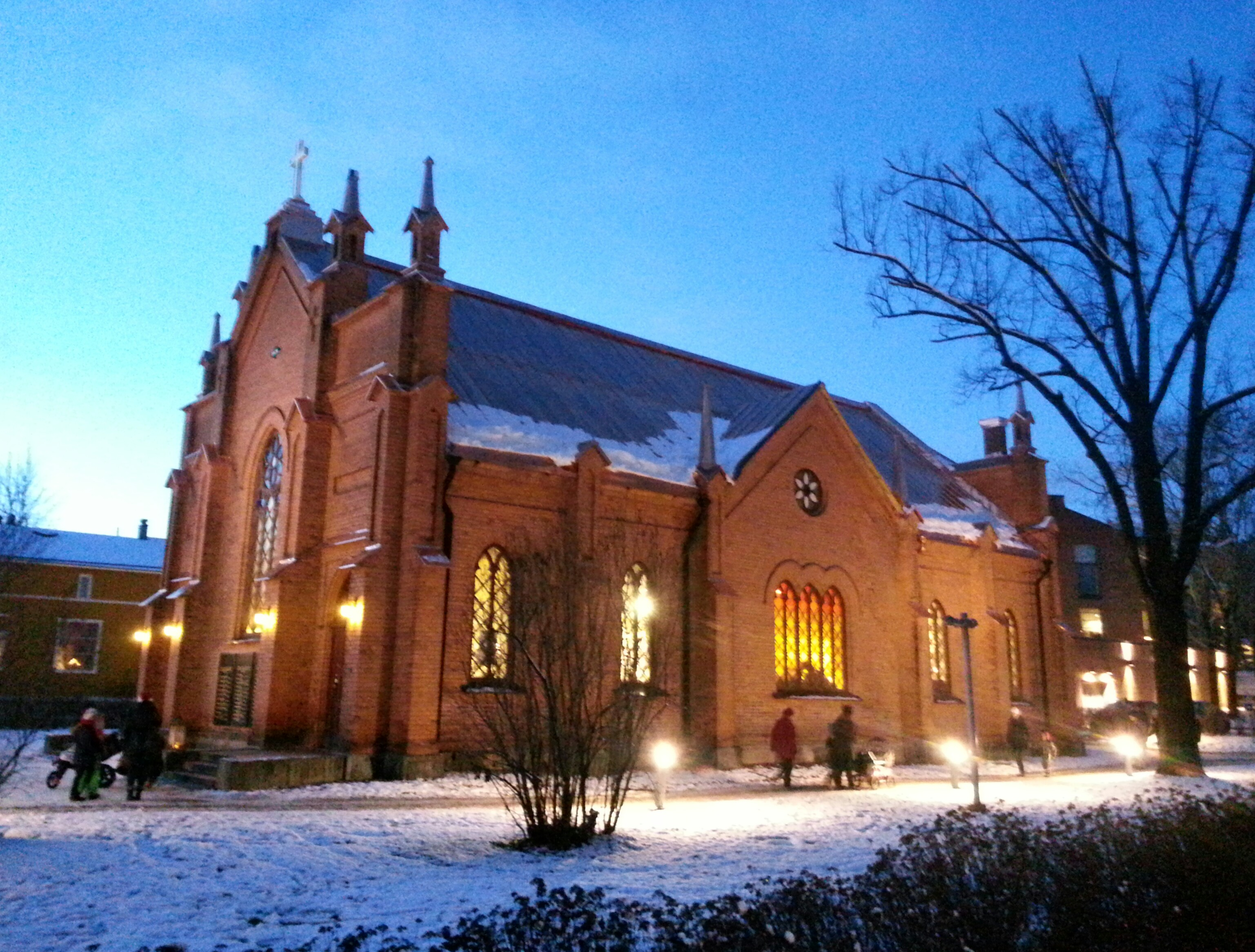
Église de Finlayson
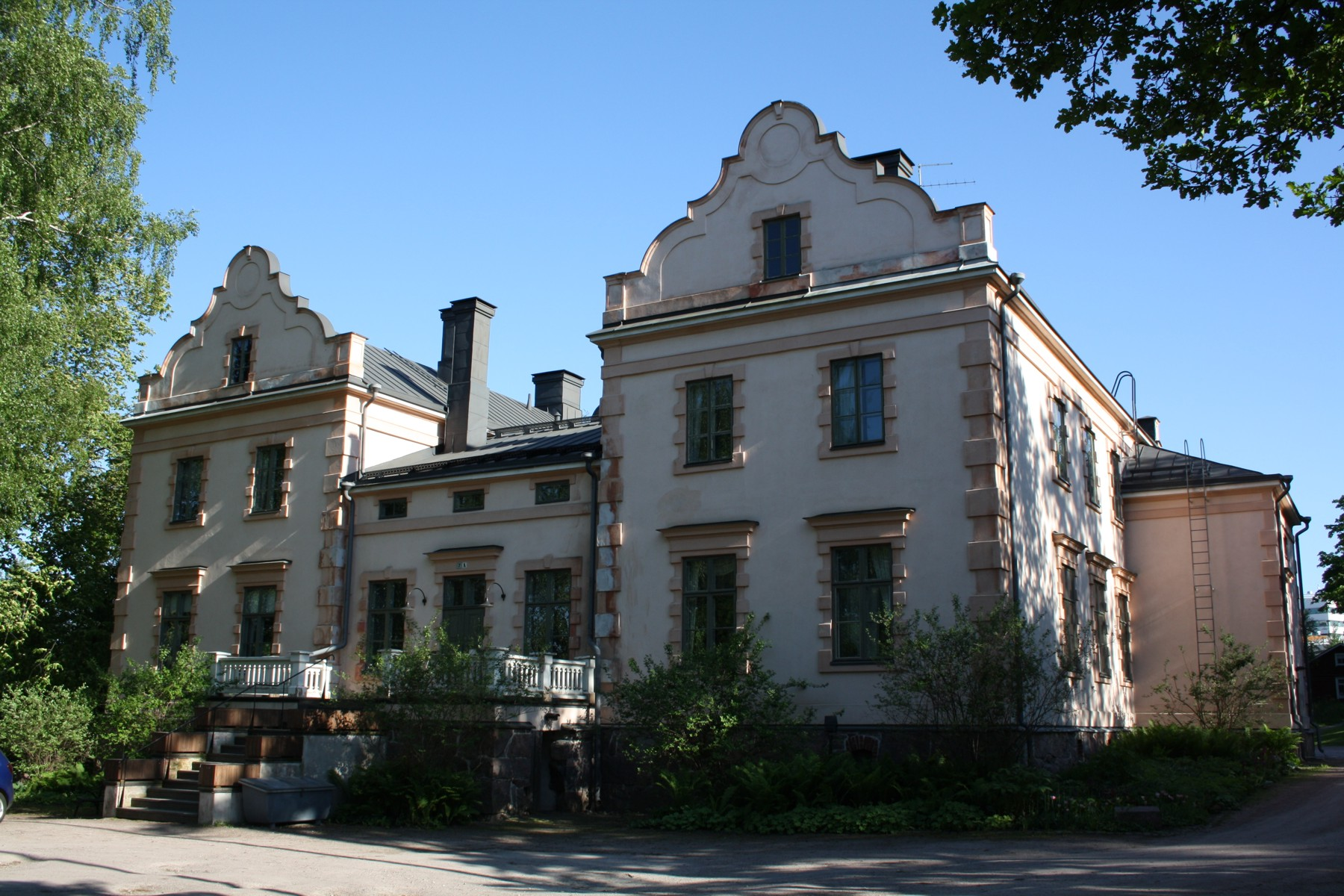
Manoir d'Alberga
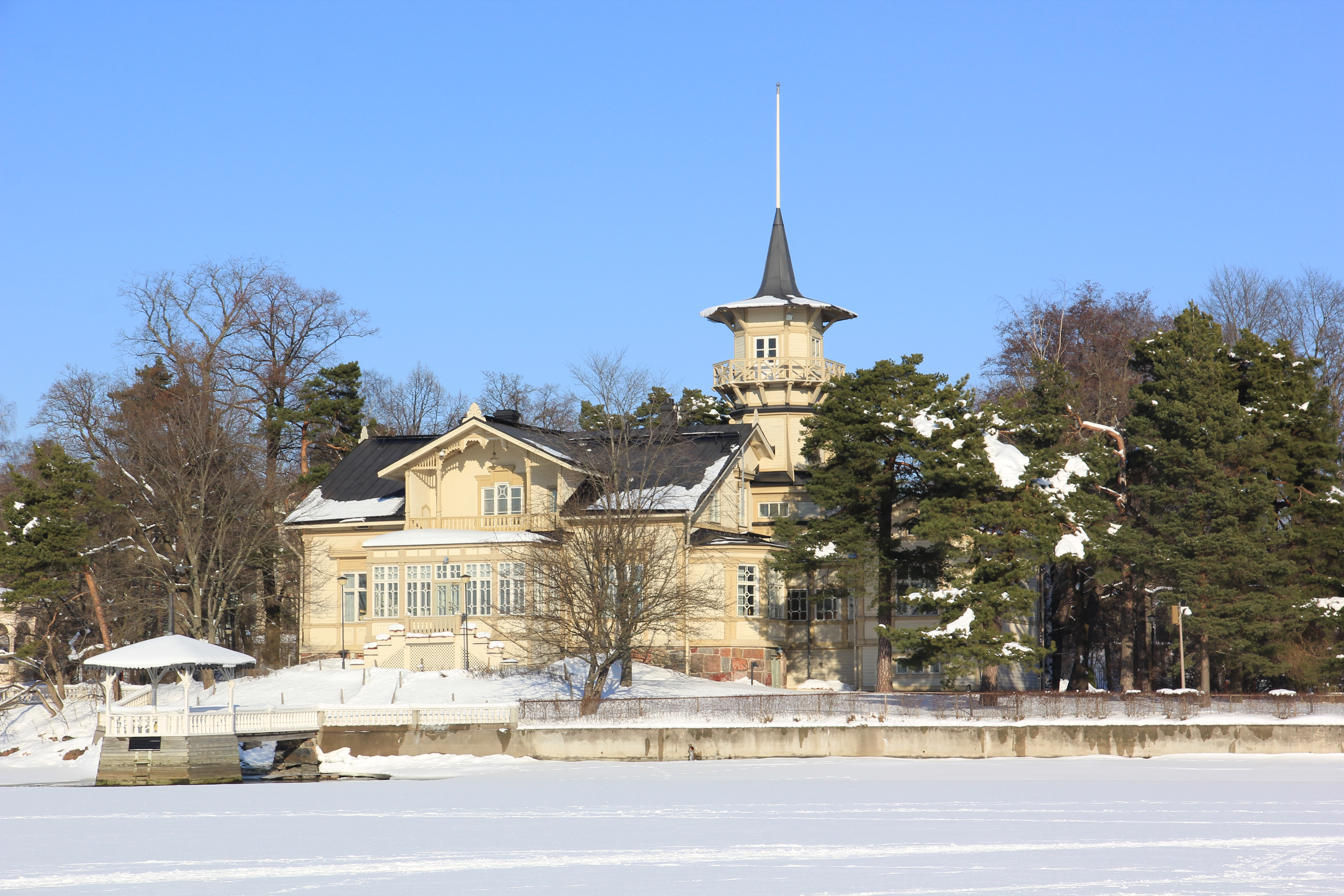
Kesäranta